# اتهامات السحر ضد الأطفال في أفريقيا
حظيت اتهامات السحر ضد الأطفال في أفريقيا باهتمام دولي متزايد في العقد الأول من القرن الحادي والعشرين.
ظاهرة مطاردة السحرة في أفريقيا جنوب الصحراء قديمة، لكن يقال إن المشكلة «آخذة في الازدياد»، بسبب دعاة الكاريزماتية مثل هيلين أوكبابيو، وكذلك «التحضر، والفقر، والصراع، وتفتيت المجتمعات».

## الممارسة
أبرزت التقارير الأخيرة الصادرة عن اليونيسف، ومفوضية الأمم المتحدة السامية لشؤون اللاجئين، ومنظمة إنقاذ الطفولة، وهيومن رايتس ووتش العنف وسوء المعاملة ضد الأطفال المتهمين بممارسة السحر في أفريقيا. تعتبر الاتهامات بالشعوذة في أفريقيا أمرًا خطيرًا للغاية إذ يُفهم ثقافيًا أن السحرة مثال الشر، وسبب كل سوء الحظ والمرض والموت. بالتالي، فإن السحرة أكثر الأشخاص المكروهين في المجتمع الأفريقي، ويتعرضون للعقاب والتعذيب وحتى الموت.
عادة ما يكون ضحايا اتهامات السحر في المجتمعات الأفريقية من كبار السن، والمعوقين، والمهق، وأي شخص يعتبر مختلفًا. في السنوات الأخيرة بسبب تأثير التحضر السريع، والتدهور الاقتصادي، ووباء فيروس نقص المناعة البشرية/الإيدز، أصبح الأطفال أكثر فأكثر ضحايا لاتهامات السحر، وخاصة الأيتام. من العوامل الأخرى التي أدت إلى زيادة الاتهامات ظهور الدعاة الكاريزماتية مثل هيلين أوكبابيو، والصراعات الاجتماعية بين الأجيال، وتدهور أنظمة التعليم. تضفي الأفلام المستوحاة من الدين الشرعية على المعتقدات حول الأطفال السحرة.
:الأطفال ضحايا اتهامات السحر أشد تأثرًا من الضحايا البالغين لأنهم لا يستطيعون الدفاع عن أنفسهم، فهم يواجهون الإساءة الجسدية والنفسية من أسرهم ومجتمعهم.
تُصنف مطارد السحرة الأخيرة على أنها من أقوى وأشد الحملات التي تستهدف الأطفال، وأنها غير مسبوقة في التاريخ المكتوب.
عالم الأعراق فيليكس ريدل.
قد يتعرض الأطفال المتهمون بالسحر لطقوس عنيفة لطرد الأرواح الشريرة من قبل القساوسة الأفارقة الخمسينيين والكاريزماتية الذين يخلطون المسيحية مع معتقدات السحر الأفريقية. قد يشمل طرد الأرواح الشريرة السجن أو التجويع أو شرب مواد خطرة أو حتى إشعال النار بالبنزين. في حالات أخرى، يُطرد الأطفال المتهمون وينتهي بهم الأمر إلى العيش في الشوارع، ويُتاجر بهم ويُقتلون في بعض الحالات.

## حسب البلد

### أنغولا
في أنغولا، يتهم العديد من الأطفال اليتامى بالسحر والحيازة الشيطانية من قبل الأقارب لتبرير عدم إعالتهم. تُستخدم طرق مختلفة: التجويع، والضرب، وفرك أعينهم بمواد مجهولة أو تقييدهم أو ربطهم. ينتهي الأمر بالعديد من أولئك الذين ترفضهم أسرهم في دور الأيتام ويتجنبهم السكان.

### غامبيا
في غامبيا، حُبس نحو 1000 شخص لاتهامهم بالسحر في مراكز الاحتجاز الحكومية في مارس 2009. بحسب منظمة العفو الدولية، فقد أُجبروا على شرب جرعة مهلوسة غير معروفة. ثم أُجبروا على الاعتراف بالسحر، وتعرض بعضهم للضرب المبرح.

### أوغندا
يقدم الدجالون، المعروفون أيضًا بأنهم معالجون تقليديون، استشارة الأرواح لأي شخص يمكنه دفع رسومهم. تنقل الأرواح عبر الدجالين نوع التضحية التي تريدها من أجل التسوية. غالبًا ما تكون هذه التضحيات دجاجًا أو ماعزًا، ولكن عندما تفشل هذه التضحيات في جعل العميل يزهو على الفور، فإن «الأرواح» تطلب تضحيات بشرية.
عند التضحية بطفل، فإن الدجال والمتواطئين معه يتولون عمومًا العملية برمتها. وهذا يشمل: مطاردة السحرة، والاختطاف، تليها إزالة أجزاء معينة من الجسم، وصنع جرعة، وأخيرًا إذا لزم الأمر التخلص من جسد الطفل.

### نيجيريا
في نيجيريا، دمجت هيلين أوكبابيو وقساوسة خمسينيون آخرون معتقدات السحر الأفريقية في علامتهم التجارية المسيحية، مما أدى إلى حملة عنف ضد الشباب النيجيري. الأطفال والرضع الذين يوصفون بالشيطنة يتعرضون للإيذاء والتخلي عنهم وحتى القتل. يجني الدعاة المال من الخوف، ويقدمون خدمات طرد الأرواح الشريرة المكلفة لآبائهم ومجتمعاتهم. تعرض نشطاء حقوق الإنسان المعارضون لهذه الممارسة للتهديد، وتعرض بعضهم، مثل الإنساني ليو إيغوي، للهجوم والمضايقة من قبل الشرطة. يقدر أحد المصادر أن 15,000 طفل في دلتا النيجر وحدها أجبروا على النزول إلى الشوارع بسبب اتهامات بممارسة الشعوذة.
يؤخذ الأطفال إلى الكنائس وهناك يتعرضون للتعذيب اللاإنساني والمهين باسم «طرد الأرواح الشريرة». يقيدون بالسلاسل أو يجوعون أو يمزقون بالمناجل أو يعدمون أو يقتلون بدم بارد.
ـــ الإنساني ليو إيغوي
في ولاية أكوا إيبوم وولاية كروس ريفر النيجيرية، صُنف نحو 15,000 طفل على أنهم مشعوذون وانتهى الأمر بمعظمهم مهجورين وأسيئت معاملتهم في الشوارع. يُظهر فيلم وثائقي بثته القناة الرابعة وبي بي سي، إنقاذ الأطفال السحرة في أفريقيا، عمل غاري فوكسكروفت وستيبينغ ستونز نيجيريا في معالجة هذه الانتهاكات.

### سيراليون
في سيراليون والبلدان المجاورة، غالبًا ما يُتهم الشباب الناجون من وباء الإيبولا بممارسة السحر، وفقدان الوالدين بسبب المرض، ودعم المجتمع للخرافات. وفقًا لبناء تجريبي مثير للجدل، يميل الأطفال المرضى إلى الحصول على معدلات بقاء أفضل بسبب مطاردة السحرة:
ربما يستمر تأثير تطهير السحرة لسنوات بمعنى أن الأمهات مستعدات لرعاية أطفالهن بمزيد من الأمل والاهتمام الحقيقي. لذلك، فإن العديد من الأطفال الذين، قبل وصول صائدي السحرة، ربما تنقذهم أمهاتهم إذا كان لديهن القلب وليس هناك ما يردعهن عن رعاية أطفالهن، الأطفال سيعيشون لأنهم سيحصلون على أفضل اهتمام، كما تعتقد الأمهات الآن أن الأطفال الباقين قد تخلصوا من السحر. لذلك هناك انخفاض في معدل وفيات الرضع في السنوات التي تلت حركة تطهير السحرة مباشرة.

### الكونغو
في جمهورية الكونغو الديمقراطية، يُقدر أن هناك 25,000 طفلًا بلا مأوى يعيشون في شوارع العاصمة. 60% من هؤلاء طُردوا من ديارهم بسبب مزاعم بالسحر. الاتهامات بالسحر هي السبب الوحيد المبرر لرفض إيواء أحد أفراد الأسرة، مهما كانت العلاقة بعيدة. نتيجة لذلك، يُحتجز 50,000 طفل في الكنائس بسبب طرد الأرواح الشريرة.

### إثيوبيا
في إثيوبيا، مينجي هو الاعتقاد التقليدي بين شعب كارو الذي يتحدث اللغات الأوموتية وشعب حماريون في جنوب إثيوبيا، بأن البالغين والأطفال الذين يعانون من تشوهات جسدية هم جنب. يُعتقد أن هذا الأخير يمارس تأثيرًا شريرًا على الآخرين، لذلك يتخلصون من الأطفال المعوقين تقليديًا دون دفن مناسب. يُقتل الأطفال بفعل الانفصال القسري الدائم عن القبيلة من خلال تركهم بمفردهم في الغابة أو بالغرق في النهر.
تشمل أسباب إعلان الجنب الولادة خارج إطار الزواج، وولادة التوائم، وظهور الأسنان في الفك العلوي قبل الفك السفلي، وتكسر الأسنان في مرحلة الطفولة.

## الحلول الممكنة
كانت التدخلات حتى الآن محدودة ومحلية مثل المنازل الآمنة التي تديرها أنقذوا أطفال أفريقيا وشركاؤها في ولاية أكوا إيبوم في نيجيريا من قبل الأسقف إميليو سومبيللو من كنيسة القديس يوسف الكاثوليكية، وأبرشية الروم الكاثوليك في يوجي، أنغولا، والتوعية الأفريقية في مالاوي. عقب توزيع أفلام وثائقية عن هذا الموضوع، مثل إنقاذ الأطفال السحرة في أفريقيا (2008) وإرساليات: العودة إلى أطفال الساحرات في أفريقيا، تزايد الوعي العالمي بمشكلة اتهامات الأطفال بممارسة السحر في أفريقيا كما يتضح من تقارير اليونيسيف ومفوضية الأمم المتحدة لشؤون اللاجئين المذكورة أعلاه.
وفقًا للدكتور إروين فان دير مير، الباحث في جامعة جنوب أفريقيا، من المحتمل أن تؤدي زيادة الوعي العالمي بمشكلة اتهامات الأطفال بالسحر في أفريقيا في النهاية إلى مزيد من المبادرات لمساعدة ضحاياها. مع ذلك، من المهم بنفس القدر معالجة العوامل الاجتماعية -الاقتصادية والسياسية والبيئية الكامنة التي تسهم في هذه المشكلة.
يقترح فان دير مير أنه في غضون ذلك، يحتاج عامة السكان في البلدان التي تنتشر فيها معتقدات ممارسة الأطفال للسحر إلى الاقتناع بأن تعذيب الأطفال وقتلهم أمر غير مقبول. يمكن القيام بذلك عن طريق حملات التوعية والوقاية الشعبية، والمؤتمرات والتثقيف اللاهوتي بدعم من القادة الدينيين. يمكن للسلطة القضائية، ومنظمات حقوق الإنسان، والمجتمع المدني، والحكومات المحلية والوطنية المساعدة في ذلك.
ينتقد ليو إيغوي التفسيرات الغربية للسحر كآلية لتحقيق الاستقرار الاجتماعي ويقترح أن الطريقة الأكثر فعالية لإنهاء اضطهاد السحرة هي التحديد الواضح للطبيعة الخرافية لمعتقد السحر. وفقًا لإيغوي، يجب أن تستند الحملات ضد ملاحقة السحرة إلى الحقائق والعلم. بينما يدعم إيغوي التعاون مع الأفراد والمنظمات الدينية، فإن نهجه يشمل الدعوة إلى الجهود الدينية التي تهدد أو تقوض الدعوة ضد ملاحقة السحرة.

## الانتشار في المملكة المتحدة
أظهرت الأبحاث التي أجراها الدكتور ليو رويكبي أن مشكلة اتهامات الأطفال بالسحر تنتشر من أفريقيا إلى مناطق السكان المهاجرين الأفارقة. في بعض الحالات، أدى ذلك إلى إساءة استخدام الطقوس وحتى القتل، لا سيما في المملكة المتحدة مع قضايا بارزة مثل قضية كريستي بامو في عام 2010.